# Adagio for Strings
Adagio for Strings – utwór Samuela Barbera, napisany na orkiestrę smyczkową, oparty na drugiej, wolnej części Kwartetu smyczkowego h-moll, op. 11 (String Quartet in B minor, Op. 11) tego samego kompozytora i zaaranżowany na większy zespół. Uważany za najbardziej popularny utwór Barbera.
Adagio for Strings zostało ukończone w 1936 roku w Rzymie. Utwór został wykonany po raz pierwszy 5 listopada 1938 roku przez NBC Symphony Orchestra, w audycji radiowej radia Studio 8H w Rockefeller Center w Nowym Jorku z udziałem zaproszonej publiczności . Dyrygentem był Arturo Toscanini.
Utwór został w ankiecie BBC wybrany najsmutniejszym utworem w historii. Adagio było wykonywane m.in. podczas ceremonii pogrzebowych Franklina D. Roosevelta, Johna F. Kennedy’ego, Alberta Einsteina i po wydarzeniach 11 września 2001. Utwór był również grany 9 stycznia 2015 roku przez około 150 muzyków na Trafalgar Square po zamachu terrorystycznym na redakcję Charlie Hebdo.
Adagio trwa około 10 minut. Tempo utworu jest wolne (adagio), a elegijne tematy przeplatają się ze sobą ze zmienną dynamiką. Utwór kończy się w sposób otwarty i nie powraca do toniki.
Adagio Barbera jest często wykorzystywane przez innych muzyków: jedną z popularnych wersji jest wykonanie Tiësto („Adagio for Strings”). Stanowiło też część ścieżki dźwiękowej filmów, np. Plutonu i Człowieka słonia; można go też usłyszeć na ścieżce dźwiękowej gry komputerowej Homeworld. Również sam kompozytor na podstawie Adagio napisał w 1976 kompozycję chóralną na osiem głosów do tekstu Agnus Dei.